# ديفيد آدمسكي
ديفيد آدمسكي (بالإنجليزية: David Adamski)‏ هو عالم حيوانات وعالم حشرات أمريكي، ولد في 1950.